# Гранђе Сисес (Торино)
Гранђе Сисес је насеље у Италији у округу Торино, региону Пијемонт.
Према процени из 2011. у насељу је живело 53 становника. Насеље се налази на надморској висини од 1812 м.